# Saison 3 de The Mindy Project
Chronologie
Saison 2 Saison 4
Cet article présente les épisodes de la troisième saison de la série télévisée américaine The Mindy Project.

## Généralités
- Aux États-Unis, cette troisième saison a été diffusée du 16 septembre 2014 au 24 mars 2015 sur le réseau FOX[1].
- Initialement prévue pour 15 épisodes[2], le 14 novembre 2014, Fox commande six épisodes supplémentaires, portant la saison à 21 épisodes[3].
- Au Canada, la saison a été diffusée en simultané sur le réseau Citytv.

## Synopsis
Une femme qui, en dépit d'une carrière couronnée de succès, a désespérément besoin de rompre de mauvaises habitudes dans sa vie personnelle.

## Distribution

### Acteurs principaux
- Mindy Kaling (VF : Audrey Sablé) : Mindy Lahiri
- Chris Messina (VF : Xavier Fagnon) : Danny Castellano
- Ed Weeks (en) (VF : Stéphane Pouplard) : Jeremy Reed
- Ike Barinholtz (VF : Serge Faliu) : Morgan Tookers
- Beth Grant (VF : Françoise Pavy) : Beverly Janoszewski
- Xosha Roquemore (VF : Fily Keita) : Tamra Webb
- Adam Pally (VF : Jérémy Prévost) : Peter Prentice

### Acteurs récurrents et invités
- Tracey Wigfield (VF : Caroline Pascal) : Lauren Neustadter
- Rhea Perlman (VF : Marie-Martine) : Annette Castellano, mère de Danny[4]
- Jenny O'Hara (VF : Mireille Delcroix) : Dot
- Rob McElhenney (VF : Jérôme Keen) : Lou Tookers, cousin de Morgan[5]
- Niecy Nash (VF : Laura Zichy) : Dr Jean Fishman[6]
- Andrew Bachelor (VF : : Eilias Changuel) : T.J. Gigak
- Fred Grandy (VF : Patrick Préjean) : Dr Ledreau
- Shonda Rhimes : elle-même[7] (épisode 5)
- Allison Tolman : Abby Berman[8] (épisodes 6 et 7)
- Yeardley Smith : Dr Carolyn King, OB-GYN[9] (épisode 6)
- Julia Stiles (VF : Dorothée Pousséo) : Dr Jessica Lieberstein[10] (épisodes 11, 12 et 20)
- Tate Ellington (VF : Jérémy Bardeau) : Rob Gurglar
- Gita Reddy (VF : Nayéli Forest) : Neepa
- Lee Pace (VF : Damien Boisseau) : Alex Eakin[11] (épisode 13)
- Dan Bakkedahl (VF : Jérôme Wiggins) : Adrian Bergdahl (épisodes 17 à 21)
- Vanessa Lynn Williams (VF : Isabelle Leprince) : Dr Phillips[12] (épisode 17)
- Kris Jenner : elle-même[13] (épisode 18)
- Stephen Colbert (VF : Xavier Béjà) : Father Michael[14] (épisode 19)
- Laverne Cox (VF : Pascale Vital) : Sheena[15] (épisode 20)
- Cristin Milioti (VF : Adeline Moreau) : Whitney (épisode 20)

## Épisodes

### Épisode 1:Pas de secrets entre nous
- États-Unis : 16 septembre 2014 sur FOX[1]
- Canada : 18 septembre 2014 sur Citytv[16]
- France : 28 juillet 2016 sur Comédie +[17]

- États-Unis : 2,68 millions de téléspectateurs[18] (première diffusion)

- Tracey Wigfield (Lauren)
- Rob McElhenney (Lou Tookers)

### Épisode 2:Le piège à belles-mères
- États-Unis /  Canada : 23 septembre 2014 sur FOX / Citytv
- France : 28 juillet 2016 sur Comédie +

- États-Unis : 2,1 millions de téléspectateurs[19] (première diffusion)

- Rhea Perlman (Annette Castellano)
- Max Minghella (Richie Castellano)
- Jenny O'Hara (Dot)

### Épisode 3:Impôts, fraude et petits mensonges
- États-Unis /  Canada : 30 septembre 2014 sur FOX / Citytv
- France : 30 juillet 2016 sur Comédie +

- États-Unis : 2,35 millions de téléspectateurs[20] (première diffusion)

- Tracey Wigfield (Lauren)
- Glenn Howerton (Clifford Gilbert)

### Épisode 4:Sexe, amour et dérapage
- États-Unis /  Canada : 7 octobre 2014 sur FOX / Citytv
- France : 1er août 2016 sur Comédie +

- États-Unis : 2,19 millions de téléspectateurs[21] (première diffusion)

- Randall Park (Dr Colin Lee)
- Rebecca Drysdale (Detective Olivia Guillette)

### Épisode 5:Le diable s'habille en survêtement
- États-Unis /  Canada : 14 octobre 2014 sur FOX / Citytv
- France : 1er août 2016 sur Comédie +

- États-Unis : 2,21 millions de téléspectateurs[22] (première diffusion)

- Shonda Rhimes (elle-même)
- Julie Goldman (Deborah)
- Matt Oberg (Zachary Freeman)

### Épisode 6:La ponctualité selon Mindy
- États-Unis /  Canada : 4 novembre 2014 sur FOX / Citytv
- France : 1er août 2016 sur Comédie +

- États-Unis : 2,84 millions de téléspectateurs[23] (première diffusion)

- Rhea Perlman (Annette Castellano)
- Allison Tolman (Abby)
- Niecy Nash (Jean Fishman)
- Yeardley Smith (Dr King)
- Joe Canale (Paul)
- Jenny O'Hara (Dot)

### Épisode 7:La vérité sort de la bouche de Mindy
- États-Unis /  Canada : 11 novembre 2014 sur FOX / Citytv
- France : 1er août 2016 sur Comédie +

- États-Unis : 2,47 millions de téléspectateurs[24] (première diffusion)

- Rhea Perlman (Annette Castellano)
- Allison Tolman (Abby)

### Épisode 8:Le journal d'une indienne en colère
- États-Unis /  Canada : 18 novembre 2014 sur FOX / Citytv
- France : 1er août 2016 sur Comédie +

- États-Unis : 2,37 millions de téléspectateurs[25] (première diffusion)

Niecy Nash (Jean Fishman)

### Épisode 9:Comment perdre une mère en dix jours
- États-Unis /  Canada : 25 novembre 2014 sur FOX / Citytv
- France : 1er août 2016 sur Comédie +

- États-Unis : 2,33 millions de téléspectateurs[26] (première diffusion)

- Rhea Perlman (Annette Castellano)
- Jenny O'Hara (Dot)
- Fred Grandy (Dr William Ledreau)

### Épisode 10:L'appartement de la discorde
- États-Unis /  Canada : 2 décembre 2014 sur FOX / Citytv
- France : 2 août 2016 sur Comédie +

- États-Unis : 2,45 millions de téléspectateurs[27] (première diffusion)

- Tracey Wigfield (Lauren Neustadter)
- Andrew Bachelor (TJ Gigak)
- Stephen Park (Ray)
- Jon Barinholtz (Pube)
- Leonard Jackson (Pubeless)
- Scott MacArthur (Bush)

### Épisode 11:Joyeux noël!
- États-Unis /  Canada : 9 décembre 2014 sur FOX / Citytv
- France : 2 août 2016 sur Comédie +

- États-Unis : 2,55 millions de téléspectateurs[28] (première diffusion)

Julia Stiles (Jessica Lieberstein)

### Épisode 12:Retour à la fac
- États-Unis /  Canada : 6 janvier 2015 sur FOX / Citytv
- France : 2 août 2016 sur Comédie +

- États-Unis : 2,24 millions de téléspectateurs[29] (première diffusion)

### Épisode 13:San francisco s'éveille...
- États-Unis /  Canada : 13 janvier 2015 sur FOX / Citytv
- France : 2 août 2016 sur Comédie +

- États-Unis : 2,42 millions de téléspectateurs[30] (première diffusion)

Lee Pace (Alex Eakin)

### Épisode 14:La chance de ma vie
- États-Unis /  Canada : 3 février 2015 sur FOX / Citytv
- France : 2 août 2016 sur Comédie +

- États-Unis : 2,22 millions de téléspectateurs[31] (première diffusion)

Tate Ellington (Rob)

### Épisode 15:Dîner chez les Castellano
- États-Unis /  Canada : 10 février 2015 sur FOX / Citytv
- France : 2 août 2016 sur Comédie +

- États-Unis : 2,33 millions de téléspectateurs[32] (première diffusion)

- Rhea Perlman (Annette Castellano)
- Dan Hedaya (Alan Castellano)
- Madison Moellers (Little Danny)

### Épisode 16:Les valeurs de la famille Lahiri
- États-Unis /  Canada : 17 février 2015 sur FOX / Citytv
- France : 3 août 2016 sur Comédie +

- États-Unis : 2,47 millions de téléspectateurs[33] (première diffusion)

Tate Ellington (Rob)

### Épisode 17:Danny Castellano est mon nutritionniste
- États-Unis /  Canada : 24 février 2015 sur FOX / Citytv
- France : 3 août 2016 sur Comédie +

- États-Unis : 2,28 millions de téléspectateurs[34] (première diffusion)

Dan Bakkedahl (Adrian Bergdahl)

### Épisode 18:Publicité, sincérité et fertilité
- États-Unis /  Canada : 3 mars 2015 sur FOX / Citytv
- France : 3 août 2016 sur Comédie +

- États-Unis : 2,13 millions de téléspectateurs[35] (première diffusion)

Dan Bakkedahl (Adrian Bergdahl)

### Épisode 19:Les confessions d'un catholique
- États-Unis /  Canada : 10 mars 2015 sur FOX / Citytv
- France : 3 août 2016 sur Comédie +

- États-Unis : 1,76 million de téléspectateurs[36] (première diffusion)

- Dan Bakkedahl (Adrian Bergdahl)
- Stephen Colbert (Father Michael)

### Épisode 20:Des kilos et des hommes
- États-Unis /  Canada : 17 mars 2015 sur FOX / Citytv
- France : 3 août 2016 sur Comédie +

- États-Unis : 2 millions de téléspectateurs[37] (première diffusion)

- Julia Stiles (Jessica)
- Laverne Cox (Sheena)
- Cristin Milioti (Whitney)
- Tracey Wigfield (Lauren)
- Dan Bakkedahl (Adrian Bergdahl)

### Épisode 21:Le témoin
- États-Unis /  Canada : 24 mars 2015 sur FOX / Citytv
- France : 3 août 2016 sur Comédie +

- États-Unis : 2,05 millions de téléspectateurs[38] (première diffusion)

- Max Greenfield (Lee)
- Dan Bakkedahl (Adrian Bergdahl)
- Rhea Perlman (Annette Castellano)
- Jenny O'Hara (Dot)
- Anders Holm (Casey)
- B. J. Novak (Jamie)
- Tommy Dewey (Josh)
- Tracey Wigfield (Lauren)

## Audiences aux États-Unis
| N° d'épisode | Titre original                         | Titre français                            | Chaîne | Date de diffusion originale | Audience (en millions de téléspectateurs) | Pdm sur les 18-49 ans |
| ------------ | -------------------------------------- | ----------------------------------------- | ------ | --------------------------- | ----------------------------------------- | --------------------- |
| 1            | "We're a Couple Now, Haters!"          | "Pas de secrets entre nous"               | FOX    | 16 septembre 2014           | 2.68                                      | 1.3                   |
| 2            | "Annette Castellano is My Nemesis"     | "Le piège à belles-mères"                 | FOX    | 23 septembre 2014           | 2.10                                      | 1.0                   |
| 3            | "Crimes & Misdemeanors & Ex-BFs"       | "Impôts, fraude et petits mensonges"      | FOX    | 30 septembre 2014           | 2.35                                      | 1.1                   |
| 4            | "It Slipped"                           | "Sexe, amour et dérapage"                 | FOX    | 7 octobre 2014              | 2.19                                      | 1.0                   |
| 5            | "The Devil Wears Land's End"           | "Le diable s'habille en survêtement"      | FOX    | 14 octobre 2014             | 2.21                                      | 1.1                   |
| 6            | "Caramel Princess Time"                | "La ponctualité selon Mindy"              | FOX    | 4 novembre 2014             | 2.84                                      | 1.3                   |
| 7            | "We Need to Talk About Annette"        | "La vérité sort de la bouche de Mindy"    | FOX    | 11 novembre 2014            | 2.47                                      | 1.1                   |
| 8            | "Diary of a Mad Indian Woman"          | "Le journal d'une indienne en colère"     | FOX    | 18 novembre 2014            | 2.37                                      | 1.1                   |
| 9            | "How To Lose a Mom in Ten Days"        | "Comment perdre une mère en dix jours"    | FOX    | 25 novembre 2014            | 2.33                                      | 1.1                   |
| 10           | "What About Peter?"                    | "L'appartement de la discorde"            | FOX    | 2 décembre 2014             | 2.45                                      | 1.1                   |
| 11           | "Christmas"                            | "Joyeux noël !"                           | FOX    | 9 décembre 2014             | 2.55                                      | 1.1                   |
| 12           | "Stanford"                             | "Retour à la fac"                         | FOX    | 6 janvier 2015              | 2.24                                      | 1.0                   |
| 13           | "San Francisco Bae"                    | "San francisco s'éveille..."              | FOX    | 13 janvier 2015             | 2.42                                      | 1.1                   |
| 14           | "No More Mr. Noishe Guy"               | "La chance de ma vie"                     | FOX    | 3 février 2015              | 2.22                                      | 1.0                   |
| 15           | "Dinner At The Castellanos"            | "Dîner chez les Castellano"               | FOX    | 10 février 2015             | 2.33                                      | 1.0                   |
| 16           | "Lahiri Family Values"                 | "Les valeurs de la famille Lahiri"        | FOX    | 17 février 2015             | 2.47                                      | 1.1                   |
| 17           | "Danny Castellano is My Nutritionist"  | "Danny Castellano est mon nutritionniste" | FOX    | 24 février 2015             | 2.28                                      | 1.1                   |
| 18           | "Fertility Bites"                      | "Publicité, sincérité et fertilité"       | FOX    | 3 mars 2015                 | 2.13                                      | 1.0                   |
| 19           | "Confessions of a Catho-holic"         | "Les confessions d'un catholique"         | FOX    | 10 mars 2015                | 1.76                                      | 0.9                   |
| 20           | "What to Expect When You’re Expanding" | "Des kilos et des hommes"                 | FOX    | 17 mars 2015                | 2.00                                      | 0.9                   |
| 21           | "Best Man"                             | "Le témoin"                               | FOX    | 24 mars 2015                | 2.05                                      | 0.9                   |